# 杨天然
杨天然（1963年—），湖北宣恩人，土家族，中华人民共和国政治人物。

## 生平
毕业于武汉大学马克思主义与思想政治教育专业。加入中国共产党。2008年6月当选恩施土家族苗族自治州人民政府州长 。2013年，担任全国人大代表。后升任湖北省地方税务局局长，因涉嫌严重违纪，本人提出辞去第十二届全国人民代表大会代表职务。2017年7月27日，湖北省第十二届人大常委会第二十九次会议决定接受其辞职。2017年9月1日，第十二届全国人民代表大会常务委员会第二十九次会议通过其辞呈。